# Culture du raisin chasselas de Moissac
 (avril 2018).
Si vous disposez d'ouvrages ou d'articles de référence ou si vous connaissez des sites web de qualité traitant du thème abordé ici, merci de compléter l'article en donnant les références utiles à sa vérifiabilité et en les liant à la section « Notes et références ».
La culture du raisin chasselas de Moissac est une culture traditionnelle effectuée à la main par les chasselatiers (producteur du raisin chasselas) qui a été inscrite à l'Inventaire du patrimoine culturel immatériel en France en mars 2017. Elle se situe dans le Tarn-et-Garonne. Ce raisin de table est particulièrement apprécié pour ses arômes au goût de miel, sa fraîcheur, son croquant et sa couleur (blanc avec des reflets dorés),.

## Origines de la culture
La vigne a été introduite à l'époque romaine dans la région du Quercy. Au Moyen Âge, on trouve des représentations de cette culture sur les tympans du cloître de l'Abbaye Saint-Pierre de Moissac (datée du milieu du VIIe siècle). 
Selon la tradition, des vignes de Chasselas ont été importées en 1523 en France par un diplomate à la cour du sultan Suleiman II à Constantinople par le vicomte d'Auban à l'époque du roi François Ier (confère:Chasselas de Thomery).
Il s'agit d'une culture traditionnellement effectuée par des femmes dont le savoir-faire a été transmis de mères en filles. 
Au cours du XIXe siècle, la culture du raisin chasselas de Moissac se développa énormément notamment grâce à l'arrivée du chemin de fer qui permit un acheminement rapide des halles parisiennes. 
Le raisin chasselas de Moissac est le premier fruit à recevoir l'Appellation d'origine contrôlée (AOC) en 1971. En 1996 il fut protégé par l'Europe grâce à une Appellation d'origine protégée (AOP).

## Les étapes de la culture

### La plantation
La plantation tout comme les autres étapes de la culture du raisin chasselas de Moissac respecte le décret de l'AOC. Le cépage planté est le chasselas blanc B. 

### Le palissage
Le palissage est une technique viticole qui consiste à guider la vigne en attachant ses sarments avec des liens et en pliant la flèche, un sarment de l'an passé, afin d'obtenir un fruit de meilleure qualité en d'en assurer le rendement.

### Les traitements de la vigne
La taille guyot simple ou double est une étape obligatoire de la culture du chasselas de Moissac AOP ou l'on renouvelle le bois de taille chaque année en ne gardant que la flèche et un courson (le porteur du serment de l'année suivante). Elle est effectuée avec un sécateur uniquement à la main. 
Cette étape est effectuée pendant l'hiver ou les chasselatiers réparent le palissage. 
Au printemps on élimine les rameaux infertiles (épamprage) et on éclaircie les bourgeons. L'été le rognage traditionnellement après la Saint-Jean, ou l'on supprime des rameaux en croissance et l'effeuillage, suppression de feuilles pour permettre la maturation des grappes sont les étapes les plus importantes.

### La récolte
La récolte s'effectue en automne jusqu'à fin octobre, uniquement à la main, en trois étapes à l'aide de cagettes. Les grappes sont ensuite emmenées dans un atelier de conditionnement appelé le tradou, exposé à l'ouest pour permettre une visibilité optimale ou les grappes sont triées et conditionnées.

### Sources
- Chasselas forever, une histoire de cépage, Florian Burion
- La production du raisin de table : chasselas de plein air – 1928, INA
- Au Fil du Tarn, Des Racines et des Ailes